# Garçons en train de dessiner
Garçons en train de dessiner – en suédois Ritande gossar – est un tableau réalisé par la peintre suédoise Sofie Ribbing (en) en 1864. Cette huile sur toile est une scène de genre qui met en scène deux garçons concentrés sur le dessin qu'est en train de réaliser le plus âgé et qui représente une maison sous un arbre. L'œuvre a été donnée en 1866 au musée des Beaux-Arts de Göteborg.